# Gladiolus quadrangularis
Gladiolus quadrangularis är en irisväxtart som först beskrevs av Nicolaas Laurens Nicolaus Laurent Burman, och fick sitt nu gällande namn av William Aiton. Gladiolus quadrangularis ingår i släktet sabelliljor, och familjen irisväxter. Inga underarter finns listade i Catalogue of Life.